# Psychotria hospitalis
Psychotria hospitalis är en måreväxtart som beskrevs av Paul Carpenter Standley. Psychotria hospitalis ingår i släktet Psychotria och familjen måreväxter. Inga underarter finns listade i Catalogue of Life.